# Liseuse sur fond noir
Liseuse sur fond noir est un tableau réalisé par le peintre français Henri Matisse en août 1939 à Paris. Cette huile sur toile représente une femme assise en train de lire accoudée sur une longue table rose où est posé un grand vase, une partie de la scène se reflétant dans un miroir à l'arrière-plan. Acquise en 1945, elle est conservée au musée national d'Art moderne, à Paris.